# محمد فاروق (روزنامه‌نگار)
محمد فاروق (به اردو: محمد فاروق) روزنامه‌نگار، قاری و گوینده اهل پاکستان است. او ویراستار مؤسس اولین روزنامه عصر پاکستان، روزانه شب ویژه از کویته بود. او همچنین به عنوان مشترک سردبیر اجرایی روزنامه مشرق کویته کار می‌کرد. در حال حاضر وی در روزانه پاکستان لاهور به عنوان یک ویرایشگر اخبار مشغول به کار است او همچنین برای تلویزیون پاکستان همکاری و رادیو پاکستان کار کرده بود. جوایز متعدد ملی به وی اعطا شده است از جمله پراید عملکرد (۲۰۰۰) از سوی بنگاه سخن پراکنی پاکستان. همچنین تلویزیون پاکستان نیز او را برای جایزه تلویزیون نامزد کرده بود